# 夏休みの友
『夏休みの友』（なつやすみのとも）とは、日本において、主に公立小中学生を対象に夏休みの宿題として課される夏休み課題用冊子のことである。学校によっては、『夏の友』『夏の生活』『夏休み帳』などの名前が付けられている場合もある。

## 概要
読書感想文、自由研究、絵日記などと並んで夏休みの宿題とされる代表の1つである。冊子を総合的な宿題として扱い、読書感想文や自由研究などが冊子中で触れられている場合もある。
大きくは、学習参考書メーカーから市販されているものと、都道府県単位で教育関係者が寄り集まって編集、発行しているものとがあり、学校や学年によって採否が異なる。また、学習参考書メーカーによるものは商品名であるため当然ながら、教育関係者によるものも都道府県によって冊子名は異なる。こういった事情から、採否だけでなく、冊子名や内容も学校や学年によって異なり、学童期にそのような課題冊子を体験したことのない人も存在する。
よく知られている冊子名としては『夏休みの友』が多く、1974年頃の静岡県を舞台としているちびまる子ちゃんにおいても、この冊子名で登場している。他には、『夏の友』『夏の生活』『夏休み帳』などが挙げられる。また、学年によっては『なつやすみのとも』のようにひらがなで記されているもの、近年では『サマースキル』『スキルアップサマー』『夏休みのスキル』などのようなカタカナの冊子名となっている場合もある。日本では、夏休みが長く冬休みは短いという地域が多いという事情から、冬休み向けの冊子を設けていない学校が多いが、冬休みが長い豪雪地方を中心に『冬休み帳』『冬の生活』など冬休み向けの冊子を用意している学校もある。

## 歴史
初出は定かではないが、明治末期には既に課題集の形式で登場しており、大正時代には複数の学習参考書メーカーから発行されている。冊子名も統一はされておらず、『ナツヤスミノトモ』を始め、様々な名前が登場していた。
戦時中は、軍隊の隊列風景を表紙に設け、敵対国の名前を回答するような問題を取り入れるなど、軍国主義的な要素が取り入れられるようになった。
戦後、これらの冊子は都道府県単位で作られることとなった。但し、前項に記載の通り、学校や学年によっては不採用のケース、市販品を採用しているケースも存在する。